# Yunganastes bisignatus
Yunganastes bisignatus е вид жаба от семейство Craugastoridae. Видът е застрашен от изчезване.

## Разпространение и местообитание
Разпространен е в Боливия.
Обитава гористи местности и долини в райони с тропически климат.

## Описание
Популацията на вида е намаляваща.